# Armando Costa

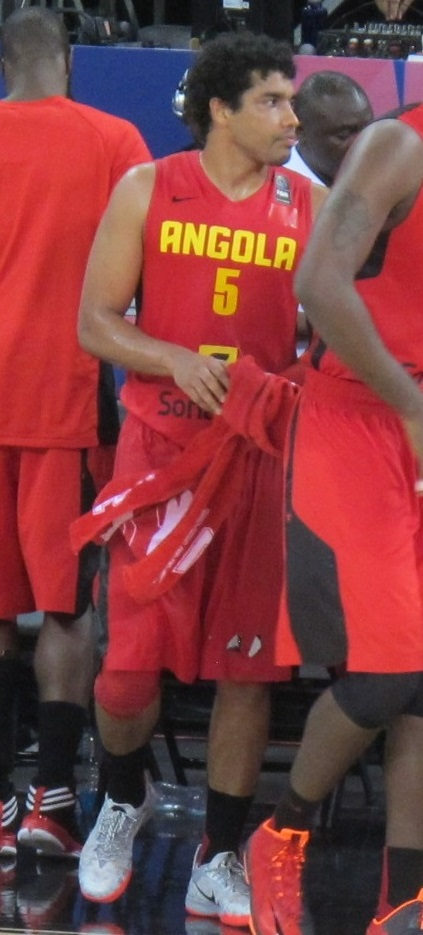
Armando Costa durante jogo

Armando Carlos Silva e Costa (Luanda, 3 de Junho de 1983) é um basquetebolista profissional angolano, atualmente joga no Clube Desportivo Primeiro de Agosto.